# V544 Андромеды
V544 Андромеды (лат. V544 Andromedae) — одиночная переменная звезда в созвездии Андромеды на расстоянии (вычисленном из значения параллакса) приблизительно 6045 световых лет (около 1854 парсеков) от Солнца. Видимая звёздная величина звезды — от +13,5m до +12,9m.

## Характеристики
V544 Андромеды — жёлто-белая пульсирующая переменная звезда типа SX Феникса (SXPHE) спектрального класса F. Радиус — около 2,69 солнечных, светимость — около 19,558 солнечных. Эффективная температура — около 7398 K.